# Edifici de la recepció de visitants del castell
L'Edifici de la recepció de visitants del castell és una obra de Calafell (Baix Penedès) protegida com a Bé Cultural d'Interès Local.

## Descripció
Es tracta d'un edifici de planta trapezial constituït per planta baixa i una planta alta que no ocupa la totalitat de la superfície, la qual és fruit d'una reforma executada a finals del segle xx. L'immoble aprofita la roca natural del turó del Castell, la qual és visible a l'interior. La coberta, que no és l'original, és d'una vessant. Adossat hi ha un edifici de nova planta. Formant part de la mateixa finca hi ha un altre edifici, també rehabilitat, de planta trapezial, format per planta baixa i una planta alta, amb coberta d'una vessant que no és l'original.